# Joseph Kerman
Joseph Kerman   (Londres, 3 d'abril de 1924 - Berkeley, 17 de març de 2014) va ser un musicòleg i crític musical nord-americà. Entre els principals musicòlegs de la seva generació, el seu llibre de 1985 Contemplating Music: Challenges to Musicology (publicat al Regne Unit com a Musicology) va ser descrit per Philip Brett a The Grove Dictionary of Music and Musicians com "un moment definitiu en el camp". Va ser professor emèrit de musicologia a la Universitat de Califòrnia, Berkeley.
Era el personatge principal de la generació que va fundar la musicologia americana, també anomenada New Musicology, que eren musicòlegs que provenien o havien estudiat a Europa, dins el context del moviment de renovació relacionat amb la situació acadèmica i ideològica posterior a la Segona Guerra Mundial. La seva veu crítica i el seu estil de prosa flexible, van donar un gir a una disciplina que havia emfatitzat la tendència històrica i els mètodes científics. El seu discurs en contra d'una musicologia positivista i el fet que participés en ambients intel·lectuals i acadèmics va fer que la musicologia no caigués en una tendència de coneixement hermètic, encoratjant-la a seguir una tendència més muldidisciplinar. El seu propòsit de fer que la musicologia servís com a fi de la crítica artística i el conjunt de les seves obres escrites van generar molt impacte i van arrelar en l'educació musical d'Amèrica i Anglaterra. La seva visió crítica va col·laborar a que als anys 90 s'obrissin nous camins d'investigació dins de la musicologia, com ara el feminisme, hermenèutica o els estudis queer.

## Biografia
Kerman, fill d'un periodista nord-americà, William Zukerman, va néixer a Londres i es va educar a la University College School. Després va assistir a la Universitat de Nova York on es va llicenciar el 1943 i a la Universitat de Princeton on es va doctorar el 1950. Mentre estava a Princeton, va estudiar amb Oliver Strunk, Randall Thompson i Carl Weinrich i va escriure la seva tesi doctoral sobre el madrigal isabelí. Quan era jove, va utilitzar Kerman com a pseudònim, i després el va adoptar oficialment. De 1949 a 1951 va ensenyar al Westminster Choir College de Princeton. Després es va incorporar a la facultat de la Universitat de Califòrnia, Berkeley, on es va convertir en professor titular el 1960 i va ser president del departament de música de 1960 a 1963. El 1971, va ser nomenat Heather Professor de Música a la Universitat d'Oxford, càrrec que va ocupar fins a 1974, quan va tornar a Berkeley i va tornar a ser president del departament de música des de 1991 fins a la seva jubilació el 1994. Ha ocupat les beques Guggenheim i Fulbright, Princeton (1956), All Souls, Oxford (1966), Cornell (1970) i Clare Hall, Cambridge (1971).
Va ser guardonat per la Fairfield University, Connecticut (1970), membre d'honor de la Royal Academic of Music, Londres (1972), membre de l'American Academy of Arts and Sciences (1973), membre d'honor de l'American Musicological Society i del 1997-8 va ocupar la càtedra de Charles Eliot Norton a la Universitat Harvard.

## Honors
Joseph Kerman va ser elegit membre honorari de la Royal Academy of Music el 1972, membre de l'American Academy of Arts and Sciences el 1973 i membre de la American Philosophical Society el 2002. També va rebre el premi Deems Taylor de l'ASCAP per l'excel·lència en l'escriptura sobre música el 1981 i el 1995, i el premi Otto Kinkeldey de la American Musicological Society per un treball destacat d'estudis musicològics el 1970 i 1981.

## Obres
És conegut pel gran públic per Opera as Drama (1956)', la seva primera obra notable, llibres on proposa noves maneres d'analitzar, com The Beethoven Quartets (1967) o bé The Art of Fugue (2005). Contemplating Music: Challenges to Musicology (1985), va marcar un abans i un després per a la Nova Musicologia, i és on va expressar les seves inquietuds i la seva perspectiva polèmica sobre la musicologia. És un dels pocs llibres que, després dels fundadors de la musicologia, que manté un interès especial i esdevé imprescindible per comprendre la disciplina.
- Opera as Drama (1952)
- The Elizabethan Madrigal (1962)
- The Beethoven Quartets (1967)
- The Kafka Sketchbook (1970)
- The Masses and Motets of William Byrd (1980)
- The New Grove Beethoven (1983) (with Alan Tyson)
- Contemplating Music: Challenges to Musicology (1985) (títol a Gran Bretanya: Musicology)
- Write All These Down: Essays on Music (1994)
- Concerto Conversations (1998)
- The Art of Fugue: Bach Fugues for Keyboard, 1715-1750 (2005)
- Opera and the Morbidity of Music (2008)